# Passage Alfred-Stevens
Pour les articles homonymes, voir Alfred Stevens et Stevens.
Cet article possède des paronymes, voir Rue Alfred-Stevens.
Le passage Alfred-Stevens est une voie du 9e arrondissement de Paris, en France.

## Description
Le passage Alfred-Stevens est situé dans le 9e arrondissement de Paris. Il débute au 10, rue Alfred-Stevens et se termine au 9, boulevard de Clichy.

## Origine du nom
Elle tire son nom de son voisinage avec la rue Alfred-Stevens qui porte le nom du peintre belge Alfred Stevens (1823-1906).